# Naruyuki Naitō
Naruyuki Naitō (内藤 就行?, Naitō Naruyuki; Prefettura di Nara, 9 novembre 1967) è un ex calciatore giapponese, di ruolo difensore.